# Kemény család
A magyargyerőmonostori báró és gróf Kemény család Erdély egyik legrégebbi nemesi családjainak egyike.

## Története
Eredete a régi időkig nyúlik vissza, közös eredetű többek között a Gyerőffy, a Mikola, a Radó, a Vitéz és a Kabos családokkal. E családok első ismert felmenője a XIII. században élt Mikola ismeretlen nevű édesapja volt. Kemény István erdélyi alvajda viselte először a Kemény nevet, aki a XV. században élt. Kemény Boldizsár Báthory István híve volt, majd amikor Báthoryt lengyel királlyá választották, követte őt Lengyelországba. Később Székely Mózes embere lett, 1608-tól pedig Alsó-Fehér vármegye főispánja lett. Tornyi Zsófiától született fiát, Jánost pedig erdélyi fejedelemmé választották. A fejedelem unokája, János, belső-szolnoki főispán, aki Teleki Mihály gróf, kancellár leányát vette nőül, és 1698-ban testvérével együtt bárói méltóságot kapott. A fejedelem testvére, Boldizsár, udvarhelyszéki főkapitány és II. Rákóczi György főlovászmestere, aki Kolozs vármegye főispáni székében is ült. 1804-ben a család egy Sámuel nevű tagja kapta a grófi címet.

## Jelentősebb családtagok
- Kemény Árpád (1867–1941) főispán, főrendiházi majd felsőházi tag
- Kemény Dénes (1803–1849) politikus, belügyi államtitkár
- Kemény Endre (1845–1898) író, politikus
- Kemény Farkas (1796–1848) honvédezredes
- Kemény Gábor (1830–1888) politikus, belügyi államtitkár, földművelés- ipar- és kereskedelemügyi miniszter, titkos tanácsos, a Magyar Történelmi Társulat elnöke
- Kemény Gábor (1910–1946) szélsőjobboldali hungarista politikus, külügyminiszter
- Kemény István (1811–1881) politikus, főispán
- Kemény János (1607–1662) erdélyi fejedelem
- Kemény János (1825–1896) politikus, a képviselőház alelnöke
- Kemény János (1903–1971) író, színházigazgató
- Kemény József (1795–1855) történettudós, országgyűlési képviselő
- Kemény Kálmán (1838–1918) főispán, a főrendiház alelnöke[1]
- Kemény Klió (1929–2000) opera-énekesnő
- Kemény Lajos (1799–1879) honvédhadnagy, Déva főparancsnoka
- Kemény Sámuel (1739–1817) főispán, tanácsos, kamarás
- Kemény Zsigmond (1814–1875) regényíró, publicista, politikus